# Pan Am (televisieserie)
Pan Am was een Amerikaanse dramaserie die vanaf 25 september 2011 uitgezonden werd op de Amerikaanse zender ABC en vanaf 16 november 2011 op de Britse zender BBC 2. In Vlaanderen werd de serie vanaf 15 februari 2012 uitgezonden op VijfTV. In Nederland was de serie sinds 26 december 2011 te zien bij Net5. 
De serie speelt in de jaren zestig en volgt een aantal piloten, pursers en stewardessen van de luchtvaartmaatschappij Pan Am. 

## Achtergrond
Sony kocht de rechten voor het gebruik van het originele logo van de luchtvaartmaatschappij die in 1991 bankroet ging. Voor de serie werd een Pan Am Boeing 707 nagebouwd in een hangar in Brooklyn. Er werden veertien afleveringen gemaakt, waarna de serie werd stopgezet.

## Plot
De serie start in 1963 met Laura Cameron die op de dag van haar huwelijk het ouderlijk huis ontvlucht samen met haar oudere zuster Kate. Kate is een stewardess bij Pan Am en Laura besluit om ook stewardess te worden en verschijnt in haar uniform op de cover van Life Magazine. Kate wordt ingelijfd bij de geheime dienst, waardoor ze geheime opdrachten moet vervullen. Ze werd aanbevolen als geheim agent door Bridget Pierce, ook een geheim agent die haar job als stewardess moest staken nadat haar dekmantel verraden werd. Bridget had tot haar verdwijning een verhouding met piloot Dean Lowrey.

## Cast
- Christina Ricci als Maggie Ryan
- Margot Robbie als Laura Cameron
- Michael Mosley als Ted Vanderway
- Karine Vanasse als Colette Valois
- Mike Vogel als Dean Lowrey
- Kelli Garner als Kate Cameron
- Annabelle Wallis als Bridget Pierce
- Jeremy Davidson als Richard Parks
- Kal Parekh als Sanjeev
- David Harbour als Roger Anderson
- Goran Višnjić als Niko Lonza
- Erin Cummings als Ginny
- Ashley Greene als Amanda